# Кишкьорьош
Кишкьорьош (на унгарски: Kiskőrös) е град в Южна Унгария, област Бач-Кискун. Населението му е 13 833 души (по приблизителна оценка за януари 2018 г.).
В Кишкьорьош е роден поетът и революционер Шандор Петьофи (1823 – 1849).